# FAシャウレイ
FAシャウレイ（FA Šiauliai）は、リトアニアのシャウレイ郡シャウレイをホームタウンとするサッカークラブである。2007年創設

## 歴史
2007年に創設された。
2019年3月15日に開催されたリトアニアサッカー連盟の執行委員会でIリーガのライセンス発行が許可された。同年にIリーガで6位の成績を残した。
2020年にIリーガで5位の成績を残した。
2021年はIリーガ最終節にホームでヨナヴァと対戦し、1-0で勝利した。この結果、シャウレイとヨナヴァは同勝ち点を獲得して首位タイでレギュラーシーズンを終え、両チームはAリーガに昇格する権利を獲得した。Iリーガのレギュレーションにより、追加で優勝決定戦が中立地ケダイネイで開催されることになった。10月29日に優勝決定戦が行われ、シャウレイが0-0からのPK戦でヨナヴァを4-3で破り、リーグ優勝を果たした。同年にLFFタウレーで準々決勝に進出したが、同じIリーガのバブルンガス・プルンゲにPK戦で敗れた。

## タイトル
- Iリーガ：1回
  - 2021